# بلدية هلتون
بلدية هلتون هي بلدة أمريكية، في الولايات المتحدة، تقع في مقاطعة أروستوك ، وهي عاصمتها، بلغ عدد سكانها 6,123 نسمة، تبلغ مساحتها 95.13 كيلومتر مربع، رمزها البريدي هو 047301.

## المناخ
يظهر الجدول التالي التغييرات المناخية على مدار السنة لبلدية هلتون:
| البيانات المناخية لـبلدية هلتون      | البيانات المناخية لـبلدية هلتون | البيانات المناخية لـبلدية هلتون | البيانات المناخية لـبلدية هلتون | البيانات المناخية لـبلدية هلتون | البيانات المناخية لـبلدية هلتون | البيانات المناخية لـبلدية هلتون | البيانات المناخية لـبلدية هلتون | البيانات المناخية لـبلدية هلتون | البيانات المناخية لـبلدية هلتون | البيانات المناخية لـبلدية هلتون | البيانات المناخية لـبلدية هلتون | البيانات المناخية لـبلدية هلتون | البيانات المناخية لـبلدية هلتون |
| الشهر                                | يناير                           | فبراير                          | مارس                            | أبريل                           | مايو                            | يونيو                           | يوليو                           | أغسطس                           | سبتمبر                          | أكتوبر                          | نوفمبر                          | ديسمبر                          | المعدل السنوي                   |
| ------------------------------------ | ------------------------------- | ------------------------------- | ------------------------------- | ------------------------------- | ------------------------------- | ------------------------------- | ------------------------------- | ------------------------------- | ------------------------------- | ------------------------------- | ------------------------------- | ------------------------------- | ------------------------------- |
| الدرجة القصوى °ف (°م)                | 58 (14)                         | 62 (17)                         | 79 (26)                         | 86 (30)                         | 96 (36)                         | 97 (36)                         | 97 (36)                         | 99 (37)                         | 93 (34)                         | 82 (28)                         | 71 (22)                         | 59 (15)                         | 99 (37)                         |
| متوسط درجة الحرارة الكبرى °ف (°م)    | 22.3 (−5.4)                     | 26.5 (−3.1)                     | 36.1 (2.3)                      | 49.9 (9.9)                      | 63.8 (17.7)                     | 72.5 (22.5)                     | 77.6 (25.3)                     | 75.9 (24.4)                     | 66.9 (19.4)                     | 53.9 (12.2)                     | 40.8 (4.9)                      | 28.6 (−1.9)                     | 51.2 (10.7)                     |
| متوسط درجة الحرارة الصغرى °ف (°م)    | 0.9 (−17.3)                     | 3.6 (−15.8)                     | 15.0 (−9.4)                     | 28.3 (−2.1)                     | 38.5 (3.6)                      | 47.8 (8.8)                      | 53.8 (12.1)                     | 51.6 (10.9)                     | 43.2 (6.2)                      | 33.0 (0.6)                      | 24.4 (−4.2)                     | 10.3 (−12.1)                    | 29.2 (−1.6)                     |
| أدنى درجة حرارة °ف (°م)              | −41 (−41)                       | −36 (−38)                       | −31 (−35)                       | −6 (−21)                        | 18 (−8)                         | 28 (−2)                         | 32 (0)                          | 30 (−1)                         | 20 (−7)                         | 10 (−12)                        | −14 (−26)                       | −34 (−37)                       | −41 (−41)                       |
| الهطول إنش (مم)                      | 2.74 (70)                       | 2.10 (53)                       | 2.66 (68)                       | 2.79 (71)                       | 3.40 (86)                       | 3.71 (94)                       | 3.71 (94)                       | 3.78 (96)                       | 3.35 (85)                       | 3.84 (98)                       | 4.06 (103)                      | 3.35 (85)                       | 39.48 (1٬003)                   |
| متوسط تساقط الثلوج إنش (سم)          | 21.3 (54)                       | 16.0 (41)                       | 17.2 (44)                       | 5.5 (14)                        | .1 (0.25)                       | 0 (0)                           | 0 (0)                           | 0 (0)                           | .1 (0.25)                       | .8 (2.0)                        | 7.3 (19)                        | 15.6 (40)                       | 83.8 (213)                      |
| متوسط أيام هطول الأمطار (≥ 0.01 in)  | 11.9                            | 9.9                             | 11.6                            | 11.9                            | 13.0                            | 12.8                            | 13.0                            | 11.5                            | 10.3                            | 12.7                            | 12.3                            | 12.8                            | 143.6                           |
| متوسط الأيام المثلجة (≥ 0.1 in)      | 9.3                             | 7.8                             | 6.9                             | 2.7                             | 0                               | 0                               | 0                               | 0                               | .1                              | .5                              | 2.8                             | 7.9                             | 38.0                            |
| المصدر: NOAA (extremes 1948–present) |                                 |                                 |                                 |                                 |                                 |                                 |                                 |                                 |                                 |                                 |                                 |                                 |                                 |

## أعلام
- ماركوس ديفيس
- رالف بوتينغ
- كوربيت ديفيس
- سامانثا سميث
- ألتون كيلي
- جون بنسون بروكس